# 道格拉斯·斯坦頓
道格拉斯·斯坦頓（英語：Douglas Stenton，約1953年—）是一名加拿大考古學家、教育家和公務員。他曾擔任努納武特文化與遺產部的遺產總監，並在尋找1845年富蘭克林失落探險隊的幽冥號中扮演重要角色。
他是肯尼斯·斯坦頓（Kenneth Stenton）和瑪格麗特·斯坦頓（Margaret Stenton）的兒子，出生於安大略省查坦。他在溫莎大學獲得學士學位，1980年在特倫特大學獲得人類學碩士學位，1989年在阿爾伯塔大學獲得人類學哲學博士學位。斯坦頓是滑鐵盧大學人類學系的兼職教授。
他曾擔任因紐特人遺產信託的執行董事，也是第一位為努納武特地區政府工作的考古學家，2002年被任命為遺產總監。2017年，他因「對加拿大北部遺產保護的持久貢獻」而獲頒加拿大勳章。
斯坦頓的研究小組已利用富蘭克林探險隊兩名成員的頭骨進行臉部重建，希望能夠識別他們的身份。研究團隊也將進行DNA分析。有些DNA樣本顯然缺乏Y染色體，這表示富蘭克林的船員中可能有女扮男裝的人。然而，更有可能的解釋是這些DNA樣本已變質。